# Bracon semifasciatus
Bracon semifasciatus är en stekelart som beskrevs av Gaspard Auguste Brullé 1846. Bracon semifasciatus ingår i släktet Bracon och familjen bracksteklar. Inga underarter finns listade.